# Baasdorf
Baasdorf is een plaats en voormalige gemeente in de Duitse deelstaat Saksen-Anhalt, en maakt deel uit van de Landkreis Anhalt-Bitterfeld.

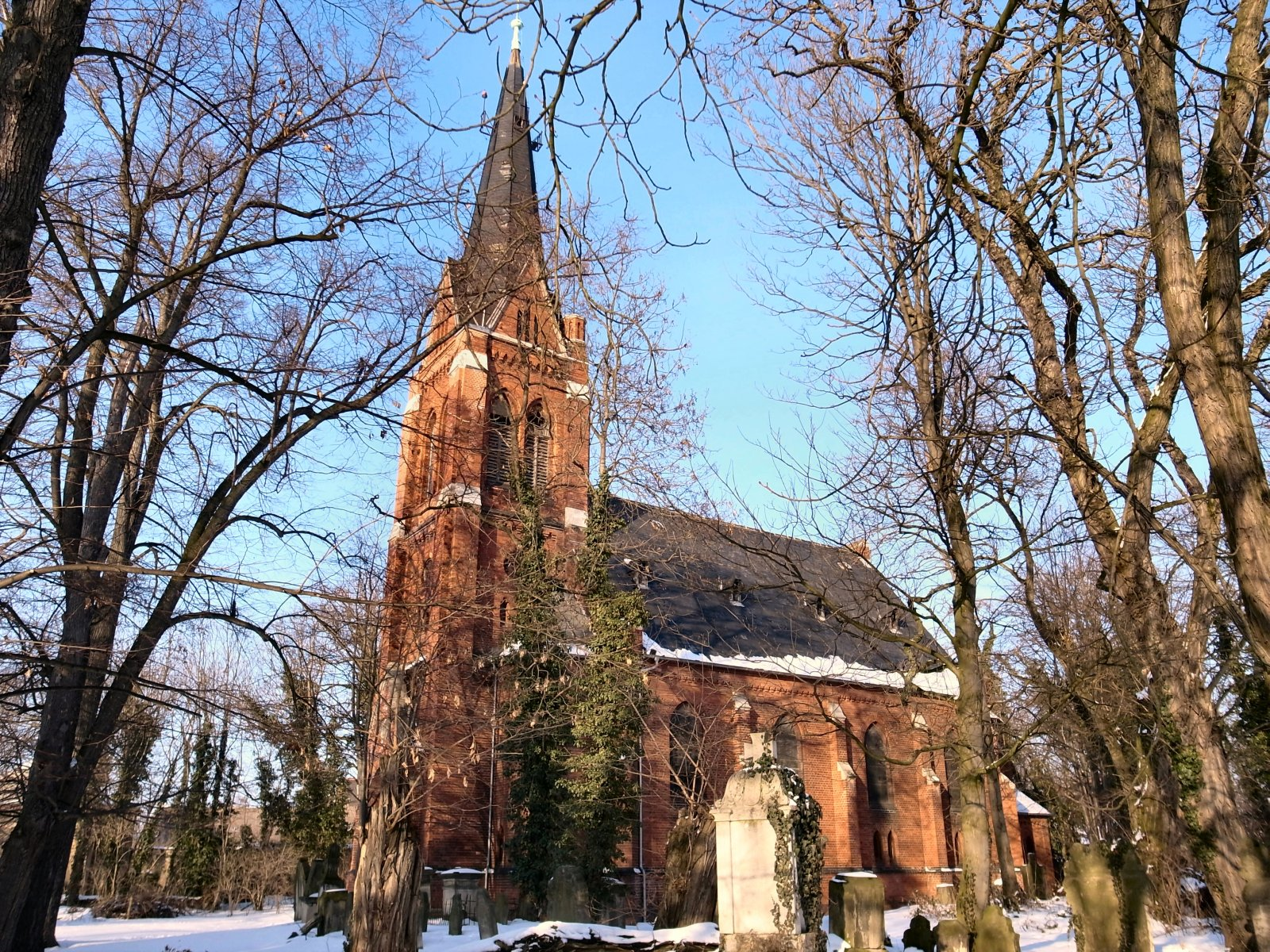
Kerk van Baasdorf

Baasdorf telt 441 inwoners.